# Saga degli Skjöldungar
La Saga degli Skjöldungar (c. 1180-1200) era una saga norvegese incentrata sulla dinastia leggendaria danese degli Skjöldungar. La saga venne persa nella sua forma originale ma Arngrímur Jónsson ne parafrasò alcune parti in latino, e si considera che altre parti siano state preservate in altre saghe, tra cui l'Óláfs saga Tryggvasonar en mesta e la Ragnarssona þáttr.
I frammenti conosciuti come Sögubrot af nokkrum fornkonungum si suppone siano basati sulla Saga degli Skjöldungar, forse derivanti da una versione più recente dell'opera.